# Goff (Automarke)
Goff war eine US-amerikanische Automobilmarke, die nur 1956 gebaut wurde. Hersteller war Charles Goff aus Texarkana in Texas.

## Beschreibung
Es handelte sich dabei um einen zweitürigen Roadster mit fünf Sitzplätzen. Der Wagen basierte auf einem Ford von 1939, dessen Fahrgestell und V8-Motor er nutzte. Der seitengesteuerte Motor hatte einen Hubraum von 3622 cm³ und leistete 90 bhp (66 kW) bei 3800 min−1. Die Karosserie war aus GFK.
Der Preis für das komplette Fahrzeug lag bei US$ 1500,–. Ein Body-Kit war schon für US$ 650,– erhältlich.